# Manga Time Kirara
Manga Time Kirara (まんがタイムきらら?, Manga Taimu Kirara) è una rivista giapponese pubblicata dalla Hōbunsha, con all'interno un gran numero di serializzazioni yonkoma. La rivista esce solitamente il 9 del mese, a partire dal 17 maggio 2002.
Il Manga Time Kirara è un'edizione speciale del Manga Time.

## Manga serializzati
- Acchi Kocchi
- Akumasama e Rupu ☆
- Ane Chekku Sensation
- Dōjin Work
- Fuon Connect!
- High Risk Miracle
- Hitsugi Katsugi no Kuro: Kaichū Tabi no Wa
- Jimai no Hōteshiki
- K-On!
- Kage Mucha Hime
- Kamisama no Iutōi!
- Karuki Sensen
- Love Me Do
- Maomao
- Neko Kissa
- Onmitsu ☆ Shōjo
- Pocket Journey
- Sansha Sanyō
- Slow Start
- Super Maid Chirumi-san
- Tenchō no Watanabe-san
- Tenshi no Matsuei
- Torikoro
- Wakaba Girl
- Wizurizu
- Year 1 Class 777
- Yuyushiki